# Gut Stockum
Das Gut Stockum ist ein Rittergut und ehemalige Wasserburg südlich des Ortsteils Stockumer Mark der Gemeinde Bissendorf im Landkreis Osnabrück in Niedersachsen.

## Geschichte
Die Burg Stockum erscheint erstmals 1259 im Besitz des Hugo von Bar in der historischen Überlieferung, dessen Nachfahren sich dann nach der Burg „von Stockum“ nannten. Vor 1387 erwarb Friedrich von Düvel die Burg. Sein Sohn Rembert erklärte 1396 Stockum zum Offenhaus für das Bistum Osnabrück. Im Erbgang ging die Burg 1461 an Engelbert von Langen zu Kreyenburg. In der Mitte des 16. Jahrhunderts zerfiel das Stockumer Erbe in sechs Anteile innerhalb der Familie von Langen. Der Besitz wurde 1771 wieder in den Händen der Familie von Geismar vereinigt. Diese verkaufte das Gut 1869 an Ludwig Freiherr Ostman von der Leye auf Schloss Honeburg. Seit 1982 befindet es sich im Besitz von Ute und Dirk Aufdemkamp.

## Beschreibung
Die Burg Stockum war von einem breiten Gräftensystem umgeben, das im Norden und Süden wahrscheinlich an Hase und Alte Hase angeschlossen war. Heute sind davon nur noch zwei Teiche im Osten übrig geblieben. Die Gestalt der mittelalterlichen Burg ist unbekannt. Das heutige Hauptgebäude besteht aus zwei voneinander deutlich unterscheidbaren, schmucklosen Teilen, die zweigeschossig über einem hohen Kellergeschoss ausgeführt sind und aus dem 16. Jahrhundert bzw. dem Jahr 1771 stammen Den östlichen Abschluss bildet eine gotische Kapelle aus dem Jahr 1470.

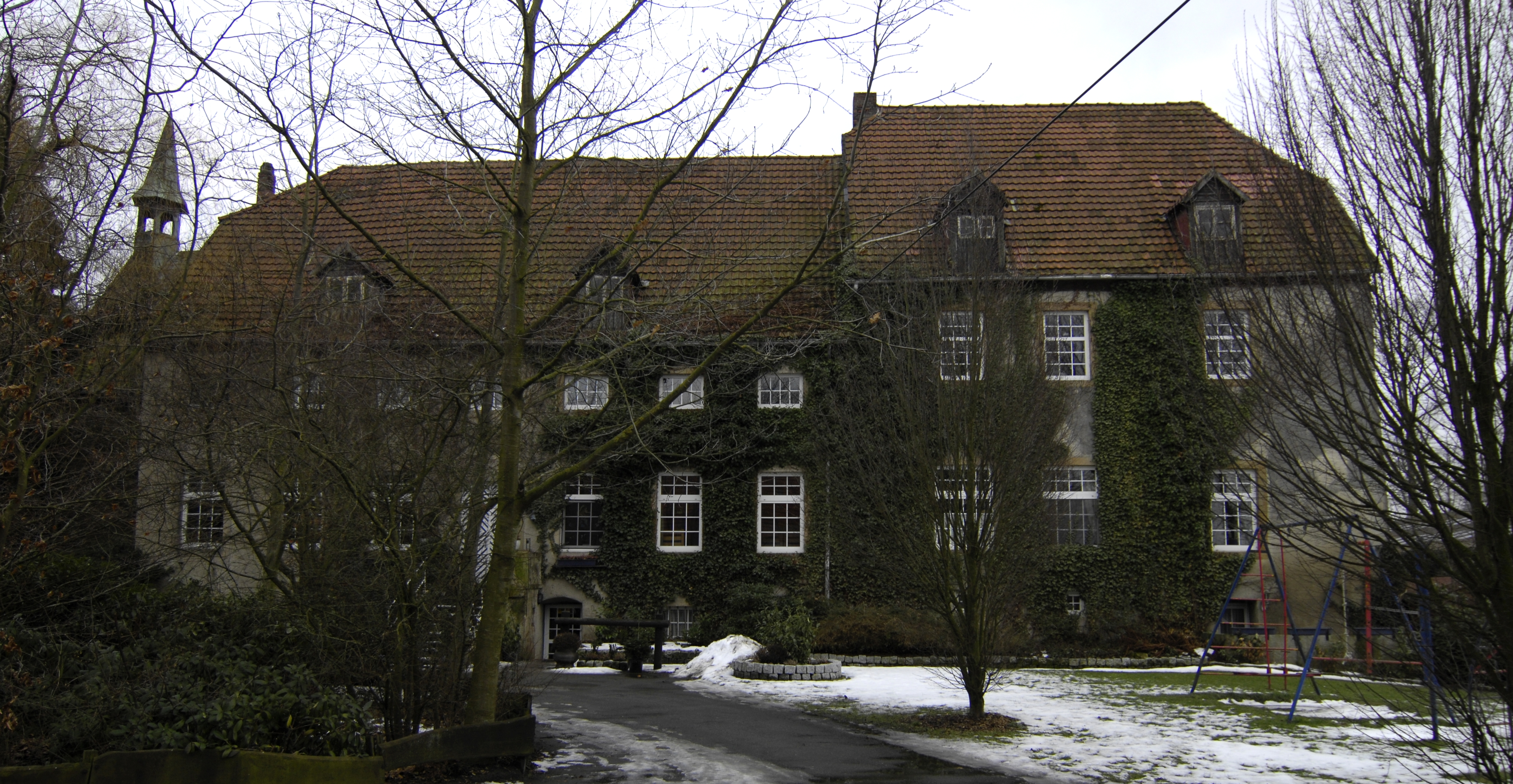
Gutshaus Stockum